# Gián Úc
Gián Úc (danh pháp hai phần: Periplaneta australasiae) là một loài gián, có cánh, có chiều dài 30–35 mm. Chúng có màu nâu. Bề ngoài rất tương tự gián Mỹ và có thể bị nhầm lẫn với nó một cách dễ dàng. Tuy nhiên, nó là hơi nhỏ hơn so với gián Mỹ, có lề màu vàng trên ngực, và sọc màu vàng ở hai bên của nó gần chân cánh.
Mặc dù tên của nó, gián Úc là một loài phân bố toàn cầu, và là một loài được du nhập Úc.

## Hình ảnh

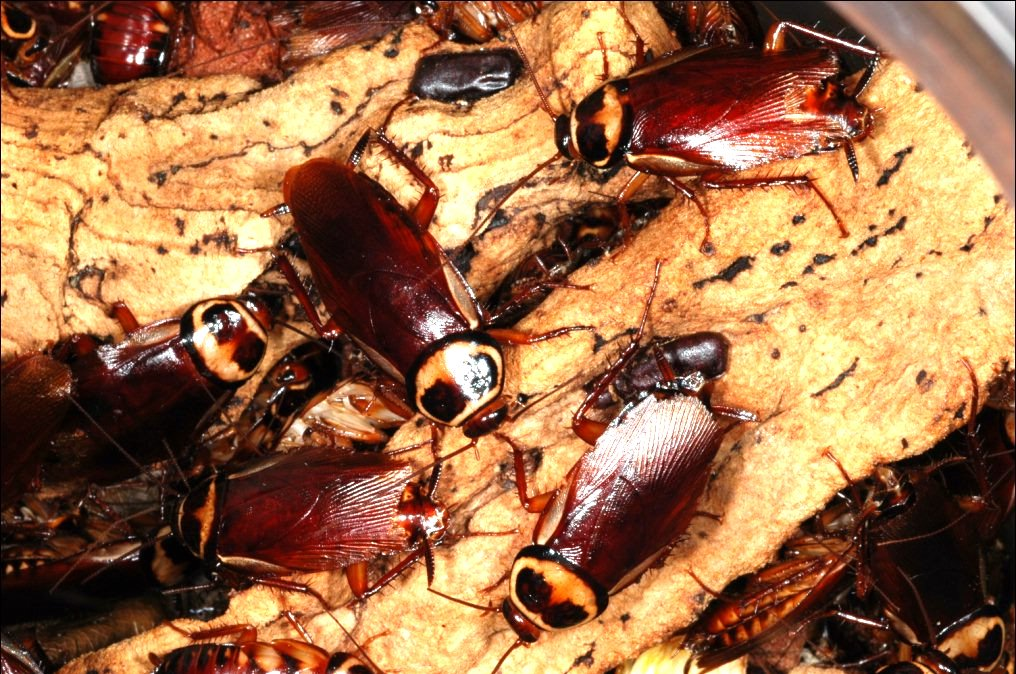
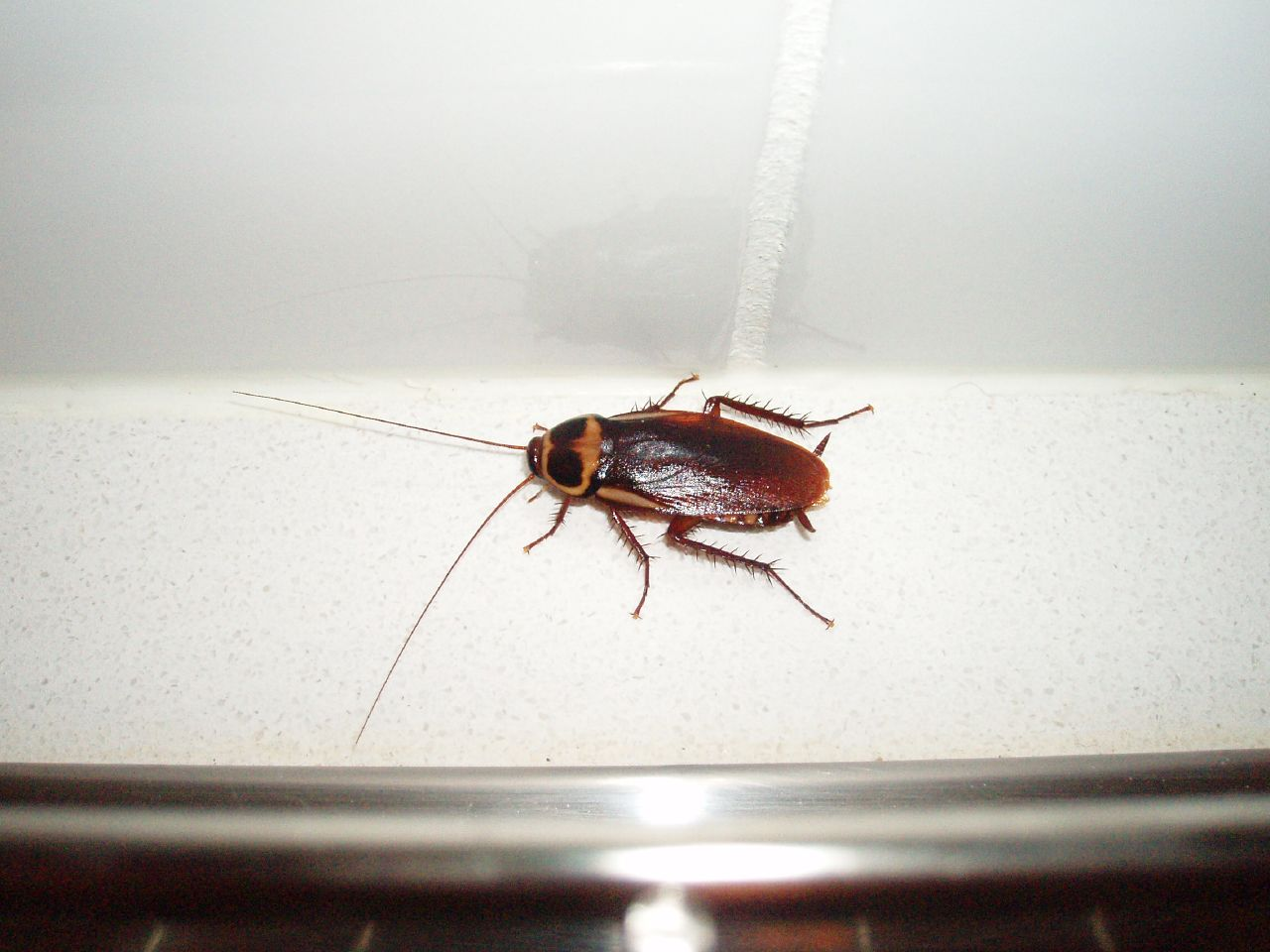
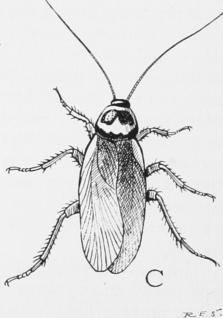
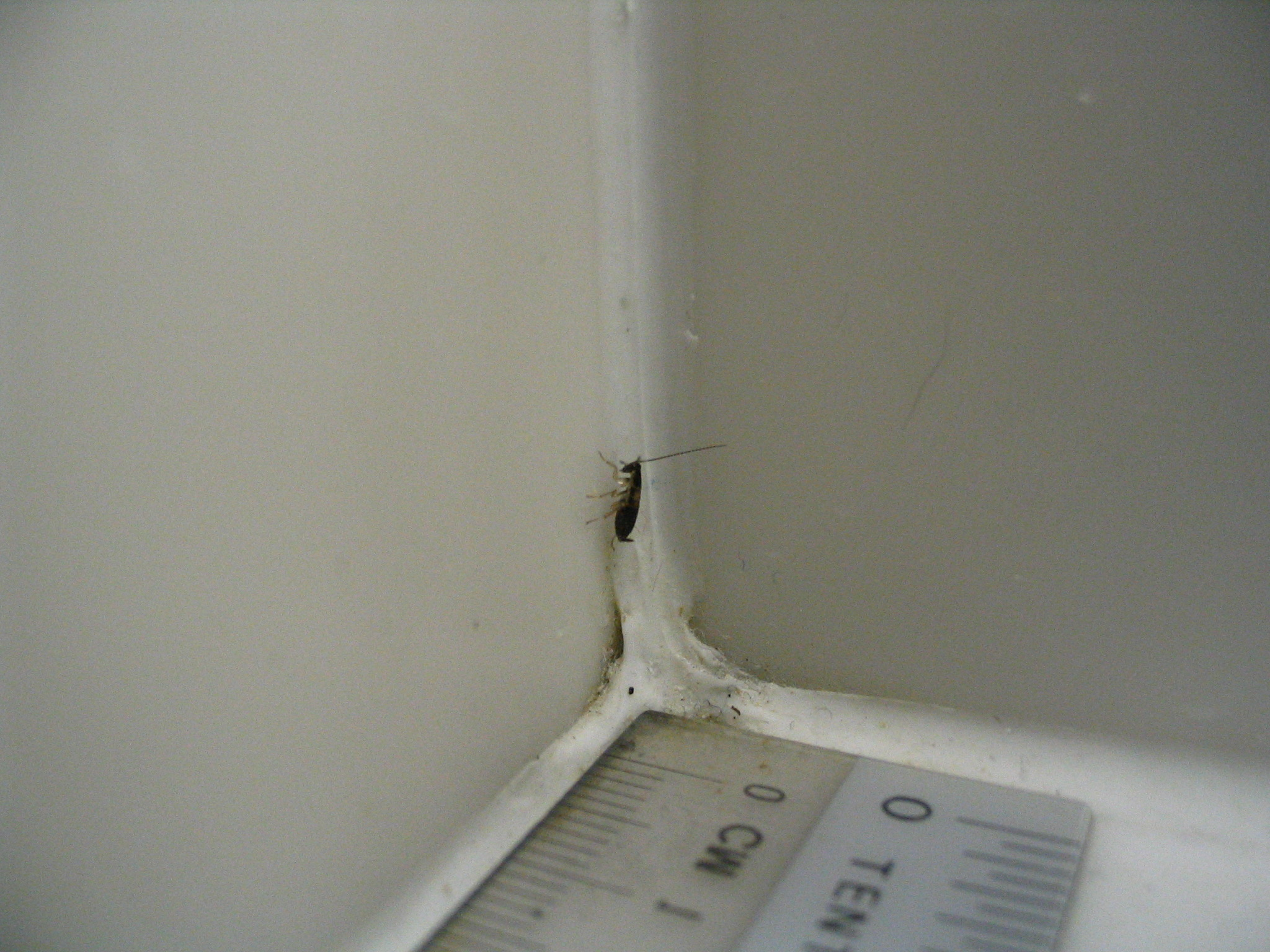
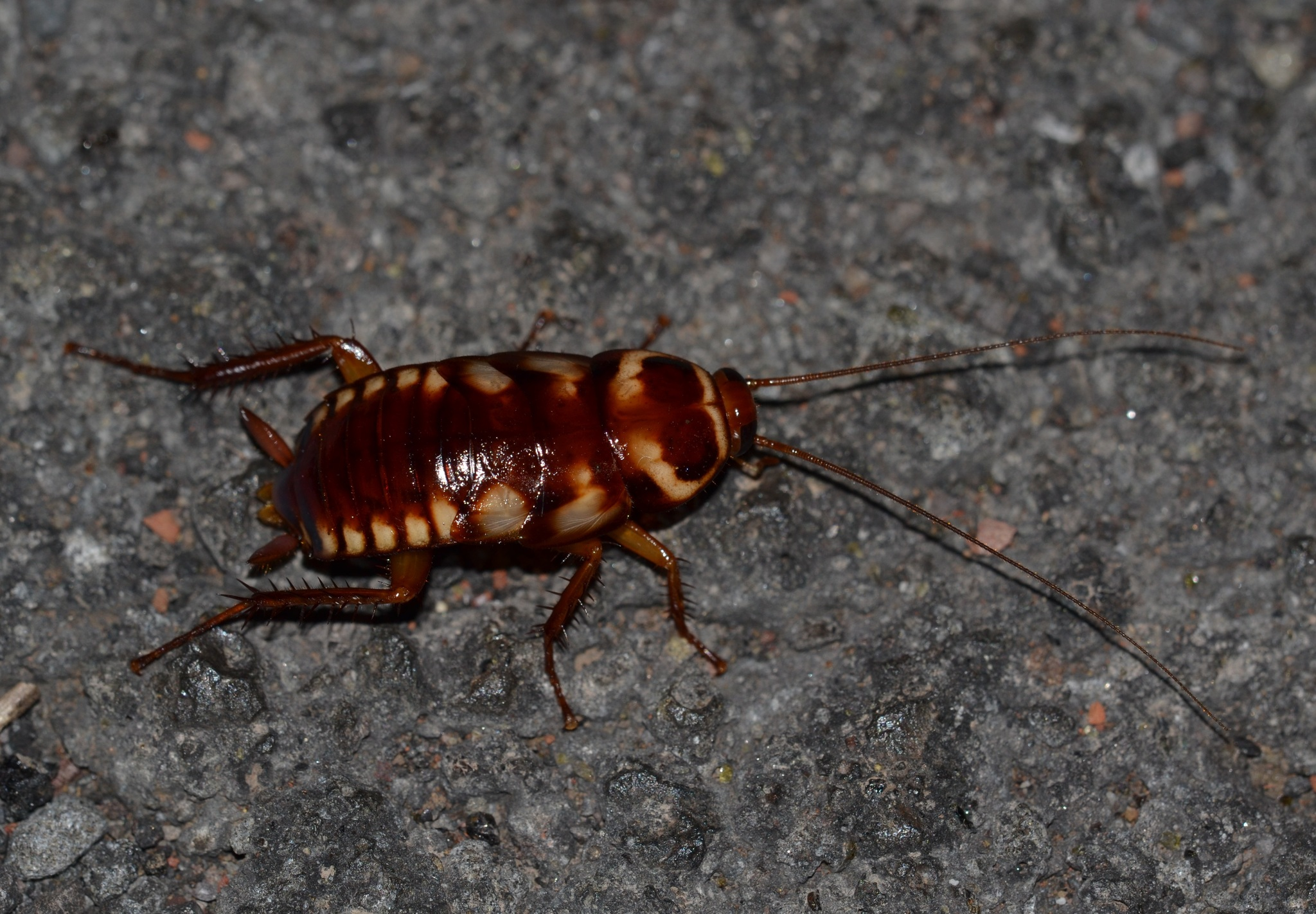
Gián Úc